# Stefan Gierowski
Stefan Gierowski (* 21. Mai 1925 in Częstochowa; † 14. August 2022) war ein polnischer Maler.
Gierowski studierte von 1945 bis 1948 Kunstgeschichte bei Vojeslav Molé an der Jagiellonen-Universität und besuchte an der Akademie der Bildenden Künste Krakau Workshops von Zbignew Pronaszko und Karol Frysz. 1949 ging er nach Warschau, wo er mehrere Jahre mit Marian Bogusz’ Krzywe-Koło-Galerie zusammenarbeitete.
Von 1962 bis 1996 unterrichtete er an der Akademie der Bildenden Künste Warschau. Er war dort von 1975 bis 1981 Dekan der Fakultät für Malerei. Nachdem er sich in den 1980er Jahren oppositionellen Kreisen angeschlossen hatte, wurde seine Wahl zum Rektor der Akademie 1983 von der Militärregierung verhindert. Zu seinen Schülern zählen Maler wie Marek Sobczyk und Jarosław Modzelewski.
Gierowski zählt zu den prominenten Vertretern der polnischen avantgardistischen Malerei. Von figürlichen Anfängen kam er in den 1950er Jahren zur abstrakten Malerei, wobei seit den 1980er Jahren geometrische Formen und intensive Farben seine Bilder bestimmen. Seine Werke wurden auf Einzel- und Gruppenausstellungen in Polen und im Ausland gezeigt, das Nationalmuseum Posen veranstaltete 2000 eine Retrospektive seiner Werke.
Er starb am 14. August 2022 im Alter von 97 Jahren.

## Quelle
- culture.pl – Stefan Gierowski